# Horug
Horug (tádzsik írással: Хоруғ) város Tádzsikisztánban, Hegyi-Badahsán Autonóm Terület székhelye, egyúttal Sugnon járás székhelye is. Lakossága a 2000 évi népszámláláskor 28 000 fő volt. A város a Pamír-hegységben, 2200 méter tengerszint feletti magasságban található (az ókori Imon hegy) a Gunt és a Pandzs folyók összefolyásánál. A várost délen (Nivodak) és északon (Tem) a Shakhdara és Gunt deltái határolják. A két folyó összefolyik a város keleti részén, és átfolyik a városon, majdnem egyenletesen kétfelé osztva azt a Pandzs folyó deltájáig (más néven Amu-darja, vagy az ókorban  Oxus) az afganisztáni határon. Horug nyárfáiról is ismert, amelyek a város növényzetét uralják.

## Fekvése
A Pamír autópálya mellett fekvő település.

## Éghajlata
Horug éghajlata félszáraz (Köppen BSk), hideg, viszonylag nedves tél és forró, száraz nyarak jellemzik.

## Története

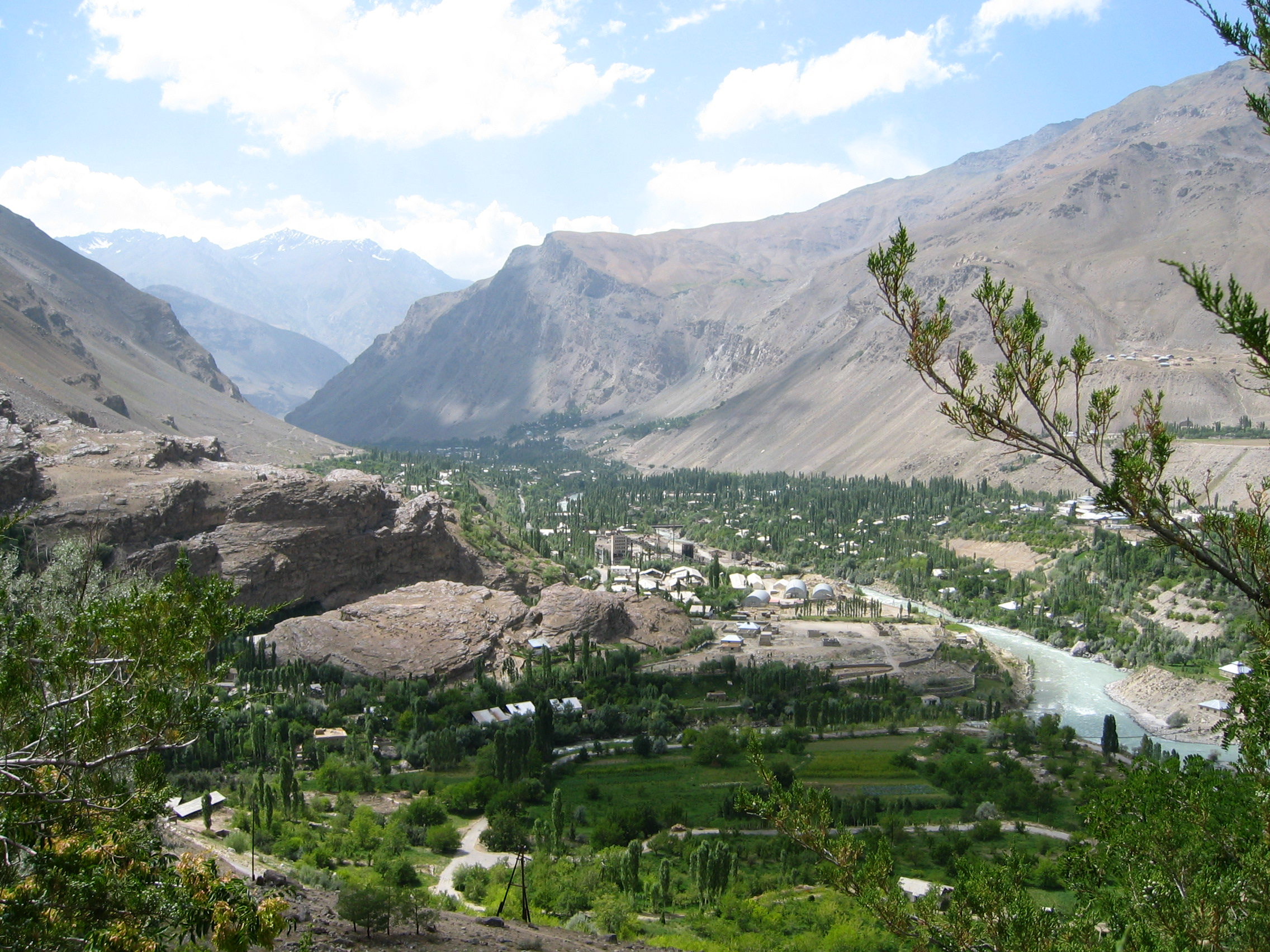
Horug látképe

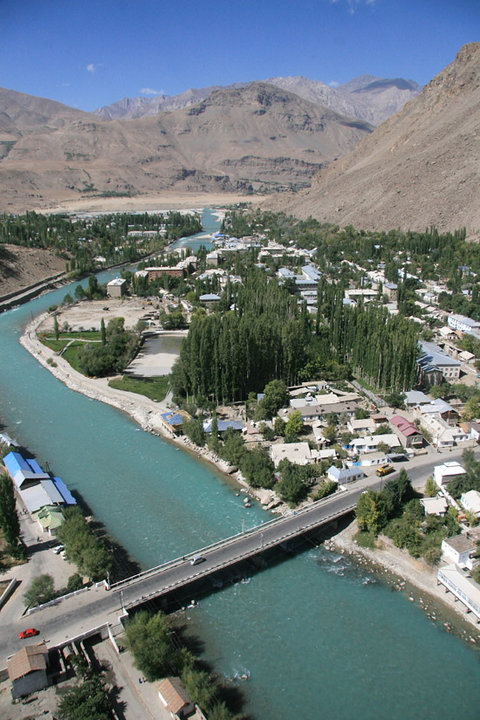
A város látképe a folyón átívelő híddal

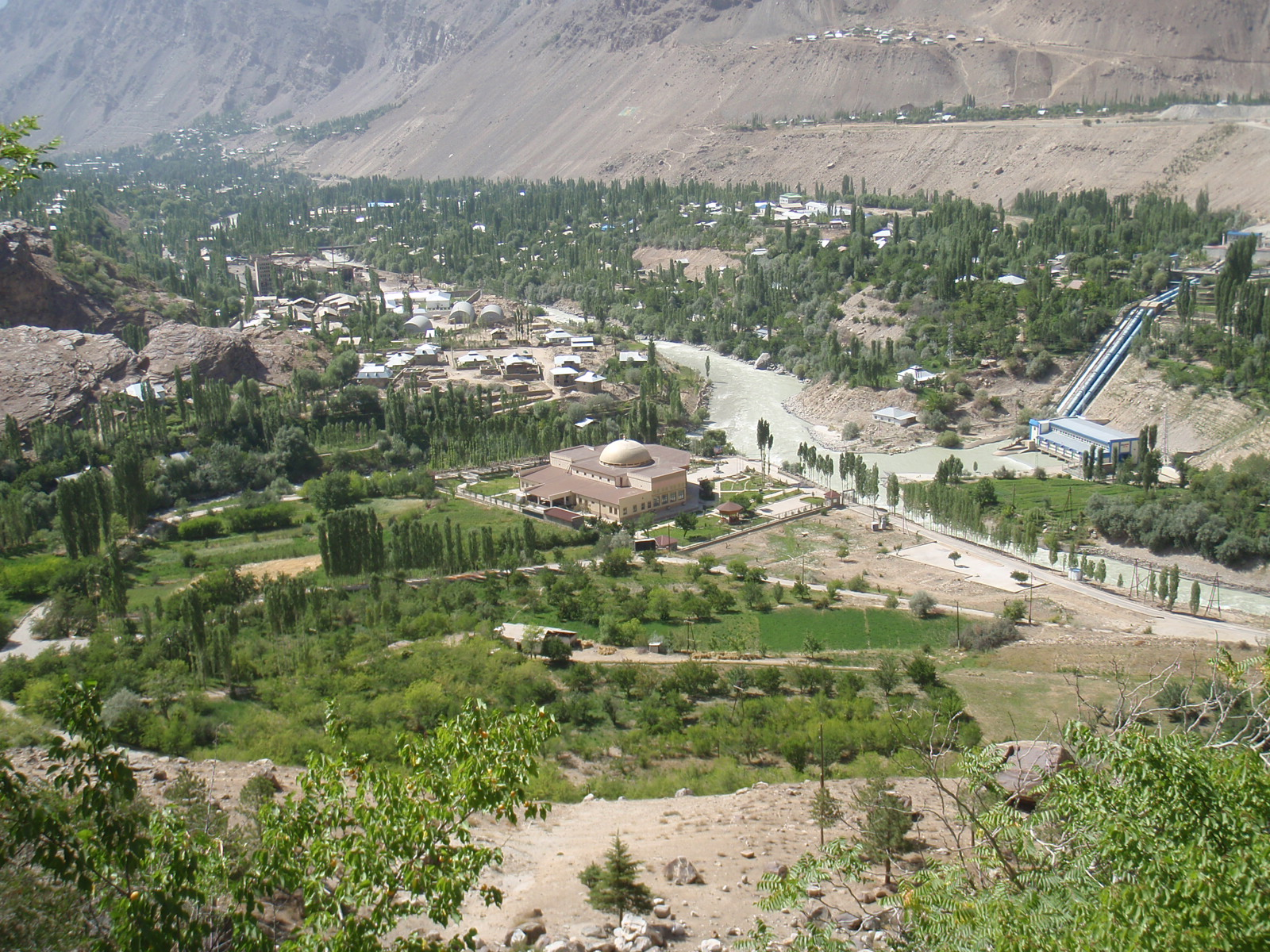
A város látképe

Khorog városa a 19. század végéig a Buhara emírje, az afganisztáni sah, Oroszország és Nagy-Britannia között vitatott területen volt. Az oroszok váltak a régió győzteseivé, amely rögzítette Afganisztán jelenlegi északi határát a Pándzs folyón, és Oroszország pamíri területét hozta létre Korug környékén.
Az oroszok 1896 előtt érkeztek a területre, és erődöt építettek itt, a környék fővárosa Kala-i Bar Pandzs (vagy Panja Qal'a) volt, valamivel lejjebb az afgán oldalon. A cári Oroszország bukása és a Szovjetunió létrejötte után Horug 1925-ben Hegyi-Badahsán fővárosává vált. A szovjet vezetés ösztönözte más vidékekről is az emberek letelepedését, a fejletlen ipar és az elégtelen mezőgazdasági terület miatt ez az erőfeszítés nem volt sikeres.

## Ipar
A mai Horug Tádzsikisztán egyik legszegényebb területe, melynek az Aga Khan Alapítvány jótékonysági szervezete szinte az egyetlen pénzeszköz-forrása. A városnak azonban van saját egyeteme (Khorogi Állami Egyetem), amelyet 1992-ben alapítottak, tizenkét iskolája és számos kórháza. Van egy múzeuma is, a Horugi Regionális Múzeum, és itt található a világ második legmagasabban fekvő botanikus kertje, a Pamíri Botanikus Kert is.

## Oktatás
Khorogban működik  az Aga Khan Lycée, a Közép-ázsiai Egyetem (UCA) három campusának egyike. Az egyetemet 2000-ben alapította Kazahsztán, a Kirgiz Köztársaság és Tádzsikisztán kormánya, valamint az Aga Khan. Ez a világ első nemzetközileg bérelt felsőoktatási intézménye. Az UCA jelenleg együttműködik a Szakmai és Szakképzési Iskolával (SPCE), valamint a Művészeti és Tudományos Iskolával és a Fejlesztési Iskolával. A Khorogi Campus közgazdaságtani, föld- és környezettudományi alapfokú diplomát és természettudományi alapképzést nyújt. 

## Szállítás
Van egy híd a folyó afgán oldalához. Khorog a Pamír főút mentén fekszik azon a ponton, ahol az elhagyja a Pándzs-folyó völgyét, és kelet felé, a Gunt-folyó völgye felé halad. A Pamír főút  Hegyi-Badahsán főútja, mely összeköti Dusanbét, Tádzsikisztán fővárosát északkelet felől Kirgizisztánnal.
Az autópályán mindkét irányban nagyon nehéz áthaladni, főleg télen és tavasszal. 
Horugnak van egy kis repülőtere is, amely könnyű utasszállító repülőgépek (pl. An–28, Jak–40), valamint helikopterek kiszolgálására alkalmas.

## Nevezetességek
- Khorogi Regionális Múzeum
- Pamíri Botanikus Kert